# Sternschuppiger Riesenschirmling
Der Sternschuppige oder Grobschollige Riesenschirmling (Macrolepiota rhodosperma) ist ein häufiger Speisepilz aus der Familie der Champignonverwandten. Die Art sieht dem Parasolpilz (M. procera) ähnlich und steht diesem sehr nahe, ist aber kleiner, langstieliger und schlanker. Charakteristisch sind die großen, sich an den Rändern ablösenden Hutschuppen und die große, sternförmige Schuppe in der Hutmitte.

## Merkmale

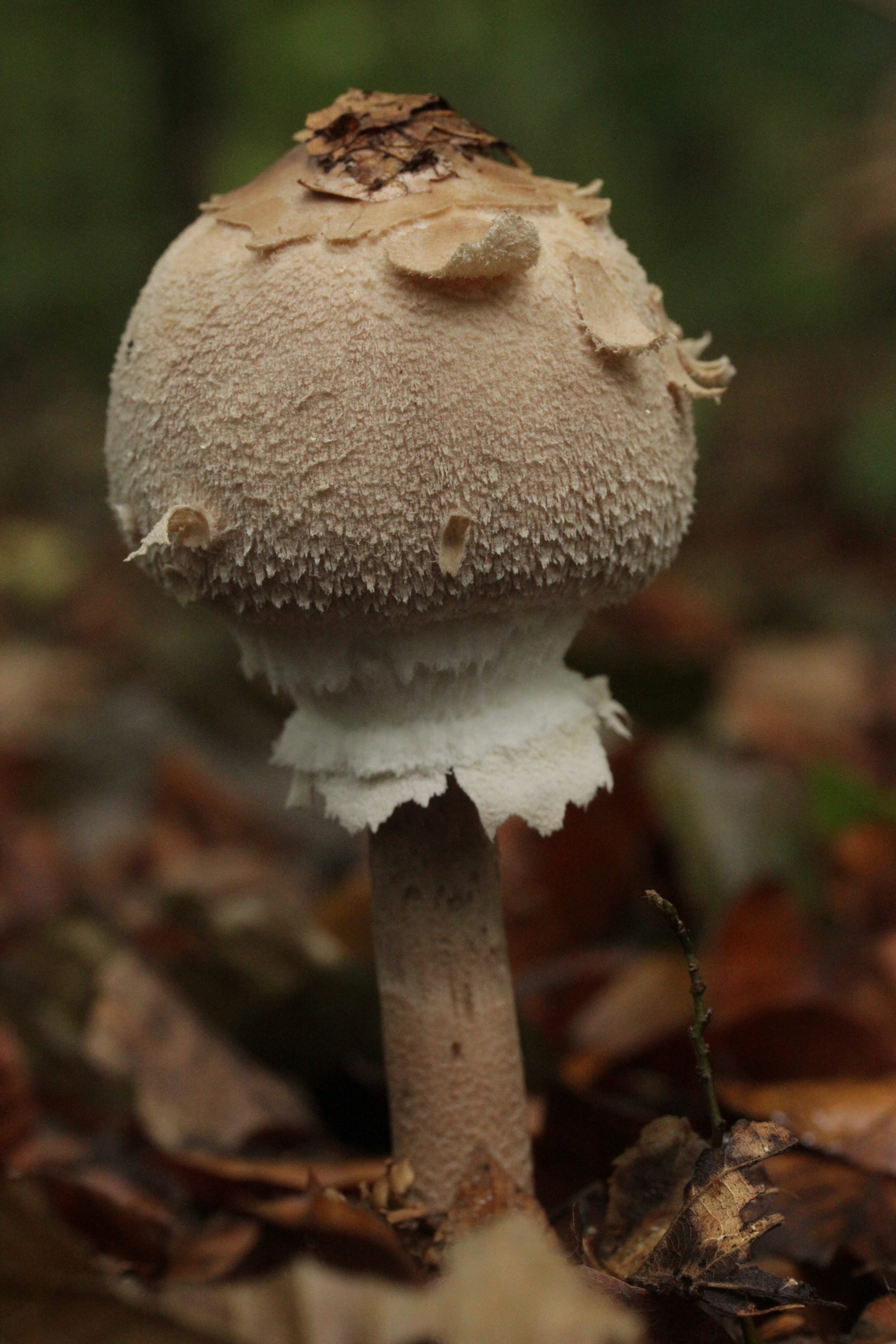
Jung ist der Hut geschlossen, was dem Pilz eine Paukenschlägelform verleiht. Gut sichtbar sind hier die sich ablösenden Hutschuppen und der kräftige, doppelte Ring.

### Makroskopische Merkmale
Die Art hat einen 7–12(15) cm breiten Hut, der erst rund eingerollt ist und sich später flach ausbreitet, mit stumpfem, undeutlichen Buckel. Der Hutgrund ist weißlich bis cremebräunlich und wollig längsfaserig. In der Hutmitte befindet sich eine große, braune, meist sternförmige Hutschuppe. Rings herum ist der Hut meist mit wenigen, großflächigen, ebenfalls braunen Hutschuppen bedeckt, die sehr dünn sind, lose aufliegen, sich an den Rändern ablösen und leicht entfernen lassen.
Der Stiel ist 8–15(18) cm lang und 0,8–1,5 cm breit, hat eine etwas verdickte Basis und ist zumeist länger, als der Hut breit ist. Er ist fein genattert und kann, muss aber nicht beim Ankratzen der Stielrinde röten. Die Art hat einen dicken, kräftigen, wolligen und am Rand ausgefransten Ring, der am Stiel verschiebbar und unvollständig doppelt ist, weil er aus Resten des Velum partiale und des Velum universale besteht. Allerdings kann der Ring auch etwas dünner sein und eine deutliche Laufrille zwischen den beiden Vela ist nicht immer sichtbar.
Die dicht stehenden Lamellen sind weißlich und haben bei der Sporenreife oft einen rosafarbenen Schein. Sie sind ringförmig vom Stiel abgesetzt (Kollar). Das Fleisch ist weiß und rötet nicht oder höchstens leicht in der Stielrinde; es riecht unauffällig pilzartig. Im Stiel ist es holzig und stark faserig.
Das Sporenpulver ist hell cremerötlich bis deutlich rosa.

### Mikroskopische Merkmale
Die Sporen sind 13–17 × 8–10,5 µm groß, elliptisch bis oval, dickwandig, hyalin und haben einen Keimporus.
Die keuligen Basidien messen 35–45 × 12–15 µm. Die Cheilozystiden sind ebenfalls keulig und 25–48 × 8–20 µm. Die Hyphen der Hutdeckschicht sind teilweise dickwandig mit bis zu 2 µm dicken Wänden. Die Art besitzt je nach Autor keine oder wenige Schnallen an der Basis der Cheilozystiden und Basidien.

## Ökologie und Phänologie
Der häufige Pilz wächst von Sommer bis Herbst einzeln oder in kleinen Gruppen im Wald oder am Waldrand. Er fruktifiziert in verschiedenen Wald- und Bodentypen, gern an lichten Stellen.

## Artabgrenzung

### Riesenschirmlinge
Die Unterscheidung der verschiedenen Riesenschirmlinge kann Schwierigkeiten bereiten, jedoch sind alle Arten essbar.
Die Art wird oft aus Unkenntnis für den Parasolpilz (Macrolepiota procera) gehalten. Dieser unterscheidet sich durch kleinere, zahlreichere, dickere und sich nicht am Rand ablösende Hutschuppen auf weniger längsfaserigem Grund, einen größeren und robusteren Habitus und eine meist stärker ausgeprägte Stielnatterung. Außerdem hat er helleres, weißliches Sporenpulver.
Der seltene Grünfleckende Riesenschirmling (M. olivascens) sieht aus wie ein etwas düstererer Parasol und ist anhand der gleichen Merkmale vom Sternschuppigen Riesenschirmling zu unterscheiden, verfärbt sich aber zusätzlich im Alter rötlich und grünlich. Er hat aber wie der Sternschuppige Riesenschirmling ebenfalls cremerosa Sporenpulver.
Andere Riesenschirmlinge wie der Zitzen- (M. mastoidea) und der Acker-Riesenschirmling (M. excoriata) unterscheiden sich durch den dünneren und einfachen (nicht doppelten) Stielring und die sehr schwach ausgeprägte Stielnatterung. Da Ringdicke und Stielnatterung aber auch beim Sternschuppigen Riesenschirmling variabel sein kann, kann besonders der Zitzen-Riesenschirmling sehr ähnlich aussehen. Er unterscheidet sich dann außerdem durch einen deutlicheren, meist spitzen Hutbuckel und zahlreichere, kleinere Hutschüppchen (außer bei der Forma konradii, siehe dazu im Abschnitt Taxonomie und Systematik).

### Andere Gattungen
Die Safranschirmlinge (Chlorophyllum) unterscheiden sich durch einen glatten, ungenatterten Stiel und überall (nicht nur in der Stielrinde) rötendes Fleisch. Die Gattung enthält mit dem Olivbraunen Safranschirmling einen Speisepilz, aber auch giftverdächtige Arten wie Chlorophyllum brunneum.
Egerlingsschirmlinge (Leucoagaricus, teilweise giftverdächtige Arten) unterscheiden sich ebenfalls durch einen glatten Stiel und/oder deutliches Röten des Fleisches bei Verletzung.
Andere Pilzarten wie der Spitzschuppige Stachelschirmling oder Schirmlinge der Gattung Lepiota sind deutlich kleiner, anders geschuppt und/oder ihnen fehlt der kräftige Stielring.

## Taxonomie und Systematik

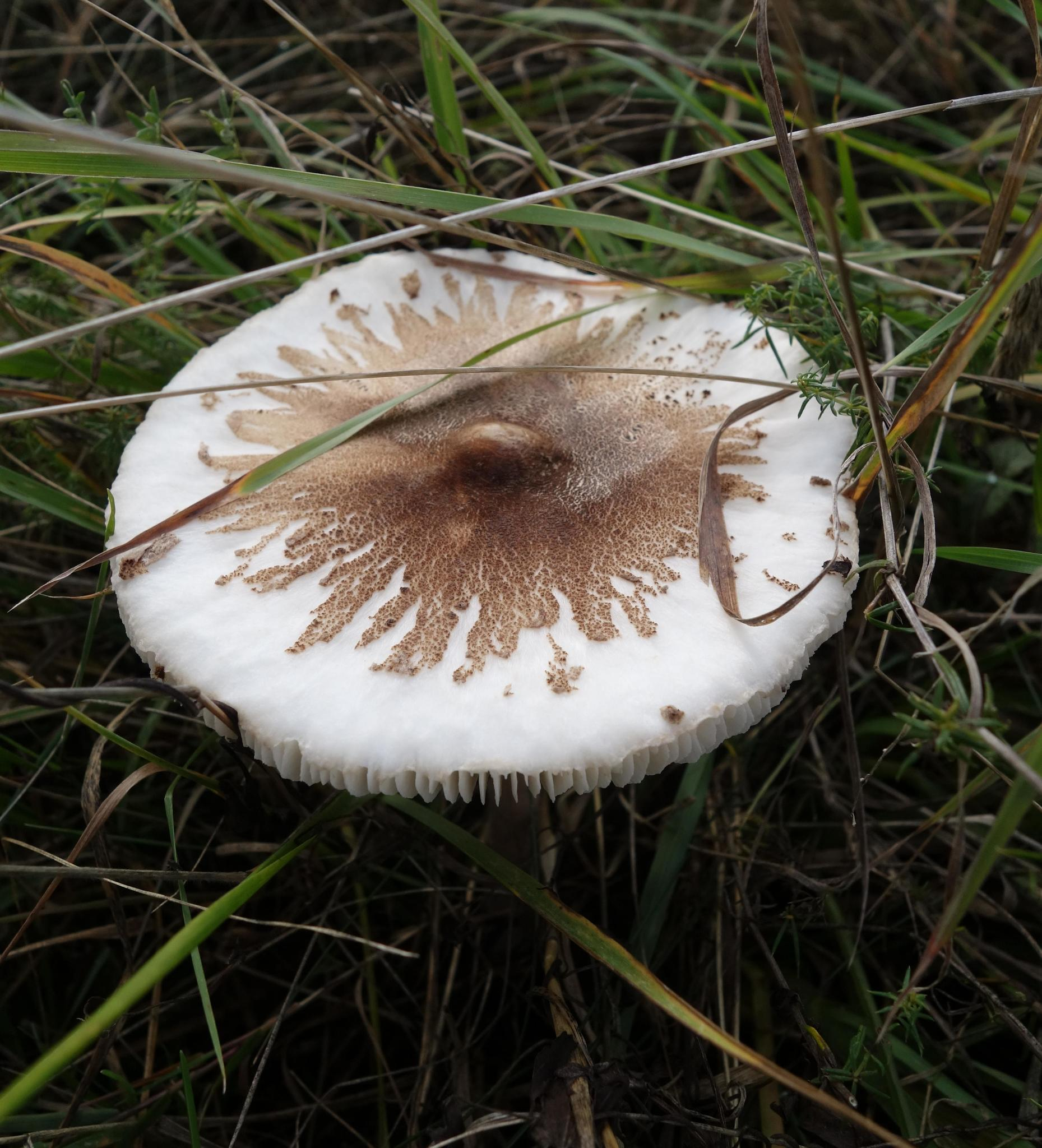
Die Grobschollige Form des Zitzen-Riesenschirmlings (Macrolepiota mastoidea f. konradii) kann dem Sternschuppigen Riesenschirmling (M. rhodosperma) ähnlich sehen, unterscheidet sich aber durch einen spitzeren Hutbuckel, einen dünneren Ring und eine schwächere Stielnatterung.

Die taxonomische Stellung dieser Art ist höchst verworren und unklar, auch deshalb, weil sie von vielen Autoren unterschiedlich interpretiert wurde. So ist die Art unter verschiedenen anderen Namen publiziert worden.
In der Literatur wurde die Art oft Macrolepiota konradii genannt. In der Originalbeschreibung wird das Basionym Lepiota konradii jedoch für eine grobschollige Form des Zitzen-Riesenschirmlings verwendet – diese Form unterscheidet sich genetisch nicht von der Typusform und wird deshalb für gewöhnlich nicht auf Artebene getrennt (Macrolepiota mastoidea f. konradii). Das Epitheton konradii darf deshalb nicht für den Sternschuppigen Riesenschirmling verwendet werden.
Der dann verwendete Name Macrolepiota fuliginosa wird in der Originalbeschreibung ebenfalls für einen anderen Pilz verwendet und zwar eine düster gefärbte, in der Stielrinde rötende Form des Parasols, die sich ebenfalls genetisch nicht von der Typusform unterscheidet und heute aufgrund der vom typischen Parasol abweichenden morphologischen Merkmale meist ebenfalls auf Formebene unterschieden wird (Macrolepiota procera f. fuliginosa).
Der Sternschuppige Riesenschirmling, der sich genetisch und morphologisch vom Parasol unterscheidet und eindeutig eine eigene Art darstellt, bekam nun den Namen Macrolepiota rhodosperma. Der Name deutet auf das rosa Sporenpulver hin.

## Bedeutung
Der Pilz ist essbar und wie der Parasol ein guter Speisepilz.